# Palling
Palling é um município da Alemanha, situado no distrito de Traunstein, no estado da Baviera. Tem 53,83 km² de área, e sua população em 2019 foi estimada em 3.492 habitantes.